# Instituto de Investigaciones Socio-Económicas
El Instituto de Investigaciones Socio-Económicas (IISEC) es el centro de investigación científica en economía y sociología más antiguo de Bolivia.  Fue creado el 11 de mayo de 1974. A lo largo de más de tres décadas el IISEC ha creado , más de trescientos documentos de trabajo en áreas relacionadas con macroeconomía, crecimiento económico, pobreza, educación, salud, equidad de género, cambio climático y economía energética. Además de contar con la publicación ininterrumpida de la Revista Latinoaméricana de Desarrollo Económico (LAJED) desde 2003. Durante estos años el IISEC ha conformado una red de contactos, con más de 300 instituciones en 50 países.

## Miembros destacados
- Alejandro Mercado Salazar, actual profesor en la Universidad Católica Boliviana “San Pablo. También se desempeño como vicerrector académico, decano de la Facultad de Ciencias Económicas y Financieras de la Universidad Católica Boliviana “San Pablo”, académico  de la Academia Boliviana de las Ciencias Económicas.
- Horacio Villegas Quino, es economista en Jefe del Instituto de Investigaciones Socioeconómicas de la Universidad Católica Boliviana “San Pablo”, es profesor de economía de la Universidad Católica “San Pablo”.
- Juan Antonio Morales Anaya, es profesor de economía de la Universidad Católica Boliviana “San Pablo”, académico de número de la Academia Boliviana de las Ciencias Económicas. Fue Presidente del Banco Central de Bolivia y Director del Instituto de Investigaciones Socioeconómicas.